# Șesuri (okręg Hunedoara)
Șesuri – wieś w Rumunii, w okręgu Hunedoara, w gminie Bucureșci. W 2011 roku liczyła 405 mieszkańców.